# Under Wraps (película)
Under Wraps (título en español: Una amiga milenaria) es una película original de Disney Channel transmitida por primera vez en Estados Unidos el 25 de octubre de 1997, por Disney Channel. Fue dirigida por Greg Breeman y protagonizada por Adam Wylie, Mario Yedidia, Clara Bryant y Bill Fagerbakke.

## Argumento
Tres niños de 12 años de edad descubren una momia en el sótano de la casa de un hombre "muerto". La momia vuelve a la vida cuando se encuentra con la luz de la luna durante un momento determinado del mes. Ellos están asustados de él al principio, pero con el tiempo descubren que es amistoso, aunque torpe y confuso.
Los niños llaman a la momia Harold, y deciden que él se instalará en una de sus habitaciones. Luego de visitar a su amigo obsesionado con el Halloween, Bruce, ellos descubren que, si la momia no está de vuelta en su ataúd antes de la medianoche en Halloween, dejará de existir.
Por suerte, el sarcófago está en la exhibición egipcia en el museo local, pero hay algunos obstáculos. Por un lado, la inusual apariencia de Harold puede atraer atención no deseada, ya que la noche de Halloween se acerca. Además, alguien poderoso y malvado está afuera para conseguir a Harold, por lo cual los niños deben salvarlo antes de la medianoche en Halloween. Mientras tanto, ellos descubren que Harold solía vivir enamorada con otra momia que cobra vida al final.

## Reparto
- Adam Wylie como Gilbert.
- Mario Yedidia como Marshall.
- Clara Bryant como Amy.
- Bill Fagerbakke como Harold / Ted.
- Ken Campbell como Bruce.
- Ed Lauter como el Sr. Kubat (el principal antagonista de la película).
- Corinne Bohrer como la mamá de Marshall.

## Versión casera
La película no estuvo disponible en video hasta el 5 de julio de 2012, cuando Platinum Disc la lanzó en DVD.

## Remake
En noviembre de 2020, se anunció que se estrenaría una nueva versión de la película en octubre de 2021 con Christian J. Simon, Malachi Barton, Sophia Hammons y Phil Wright como protagonistas y Alex Zamm dirigiendo y coescribiendo la nueva versión con William Robertson. El rodaje tuvo lugar en Vancouver de noviembre a diciembre de 2020. El remake se estrenó el 1 de octubre de 2021 y contó con música de Jamie Christopherson y Oleksa Lozowchuk. Fue filmada principalmente en sus suburbios de New Westminster y Maple Ridge, Columbia Británica. 
Se anunció una secuela en febrero de 2022. Dicha secuela se estrenó el 25 de septiembre de ese año.